# Platypleura haglundi
Espèce
La cigale Platypleura haglundi est une espèce d'insecte de l'ordre des hémiptères, de la famille des Cicadidae, de la sous-famille des Cicadinae et du genre Platypleura.

## Répartition
La cigale Platypleura haglundi se rencontre en Afrique australe, notamment en Afrique du Sud et au Zimbabwe.

## Habitat
Platypleura haglundi affectionne les acacias et les flamboyants (Delonix regia).

## Description

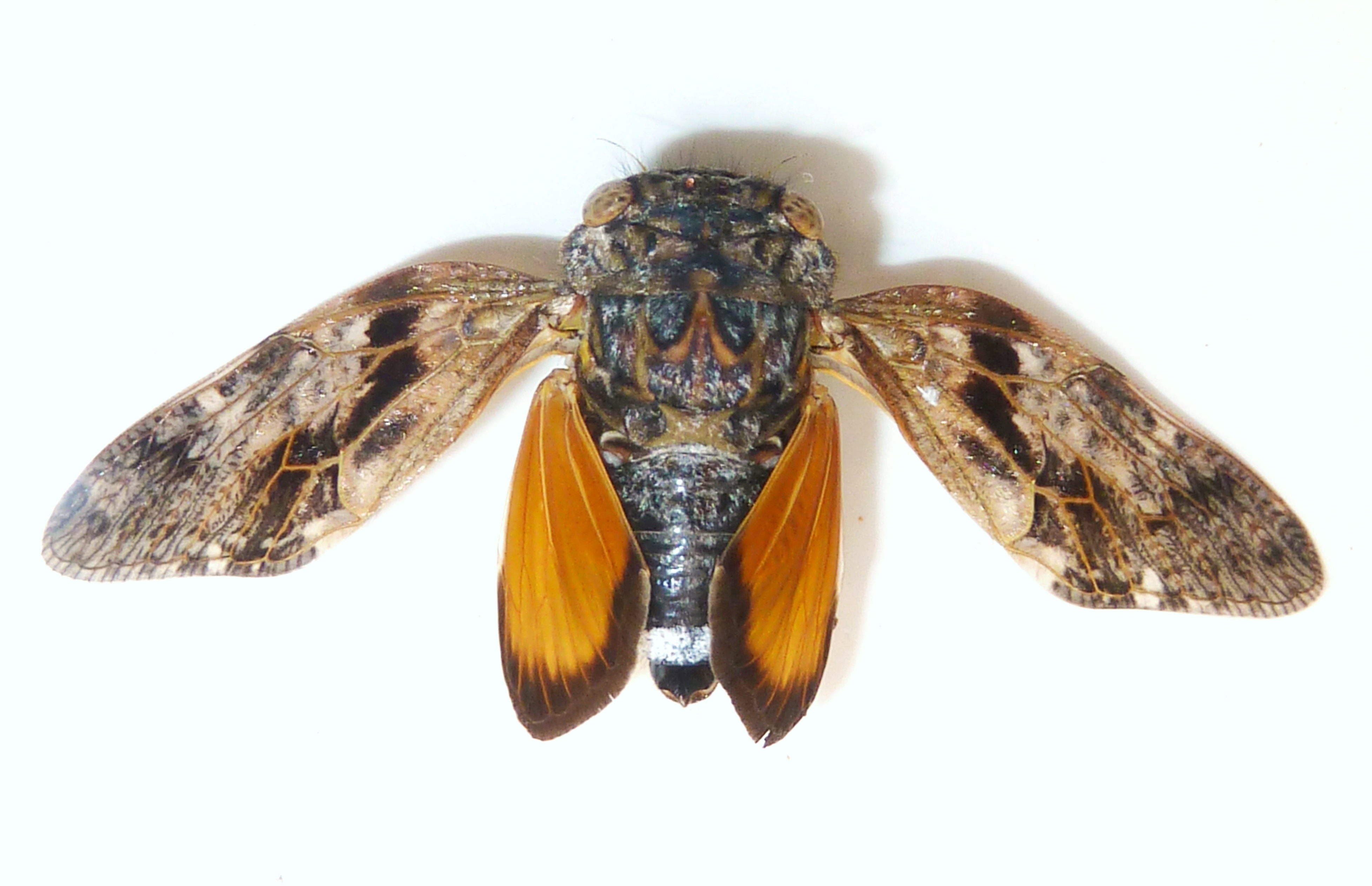
Platypleura haglundi

Cette petite cigale est longue de 16 à 18 mm pour une envergure totale des élytres de 50 à 55 mm.

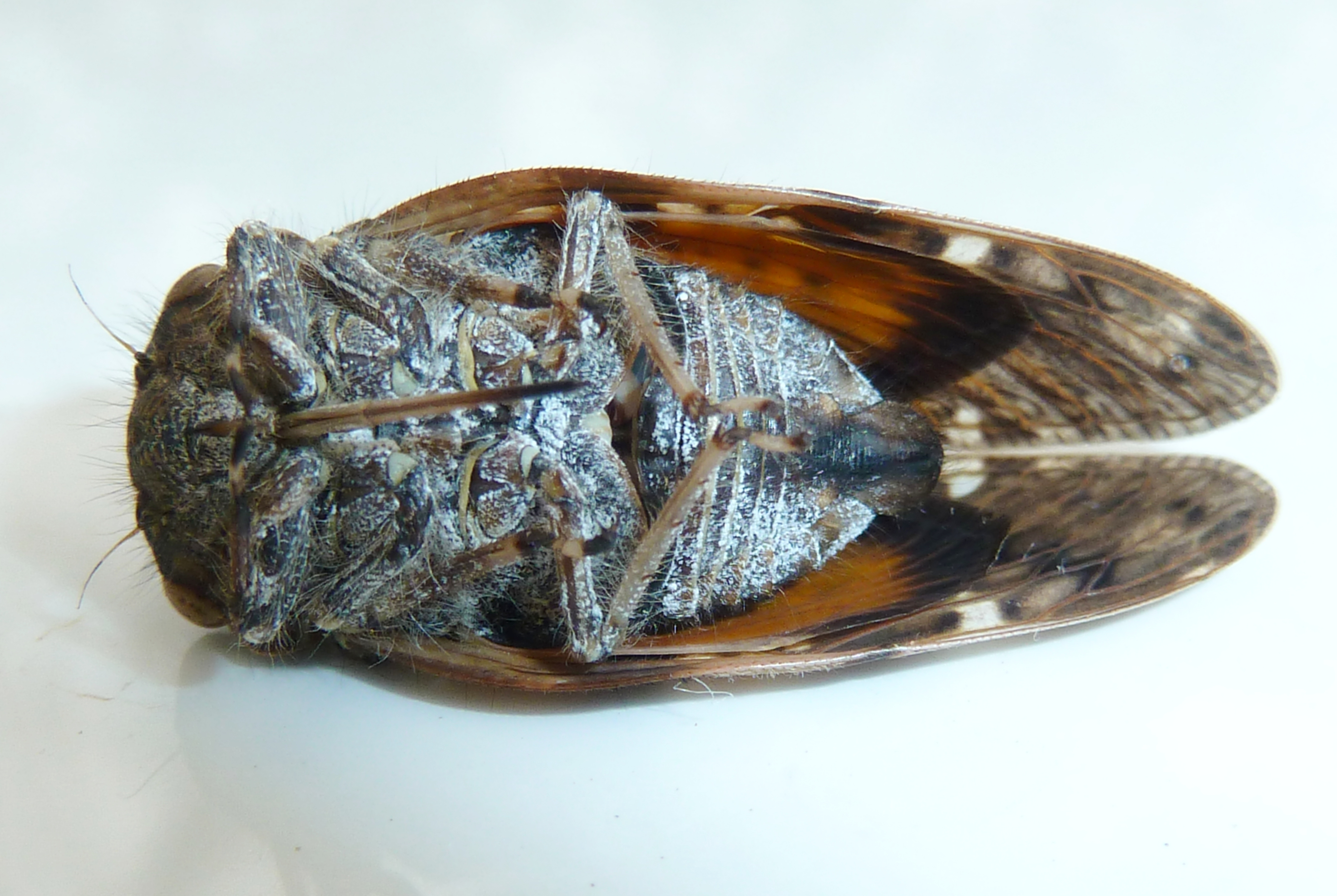
Vue de dessous

Cette cigale est d'un pâle vert-olive à gris brun avec des poils soyeux.
Les marques prothoraciques sont généralement bien définies et Platypleura haglundi arbore une bande circumcaudale blanche complète.
Les élytres sont grises parsemées de sombre avec le bord vert-olive pâle.
Les ailes,au bord costal fortement courbé, présentent des motifs et un bord étroit ainsi que des taches blanches aux extrémités des nervures anales. Les ailes postérieures sont jaune fauve à orange avec la zone de l'apex innervé et sombre. Les nervures des ailes postérieures ne sont pas noircies.

## Systématique
L'espèce a été décrite par le zoologiste suédois Carl Stål en 1866.

## Espèce similaire
Platypleura hirtipenni est assez proche de Platypleura haglundi.

## Cycle de vie

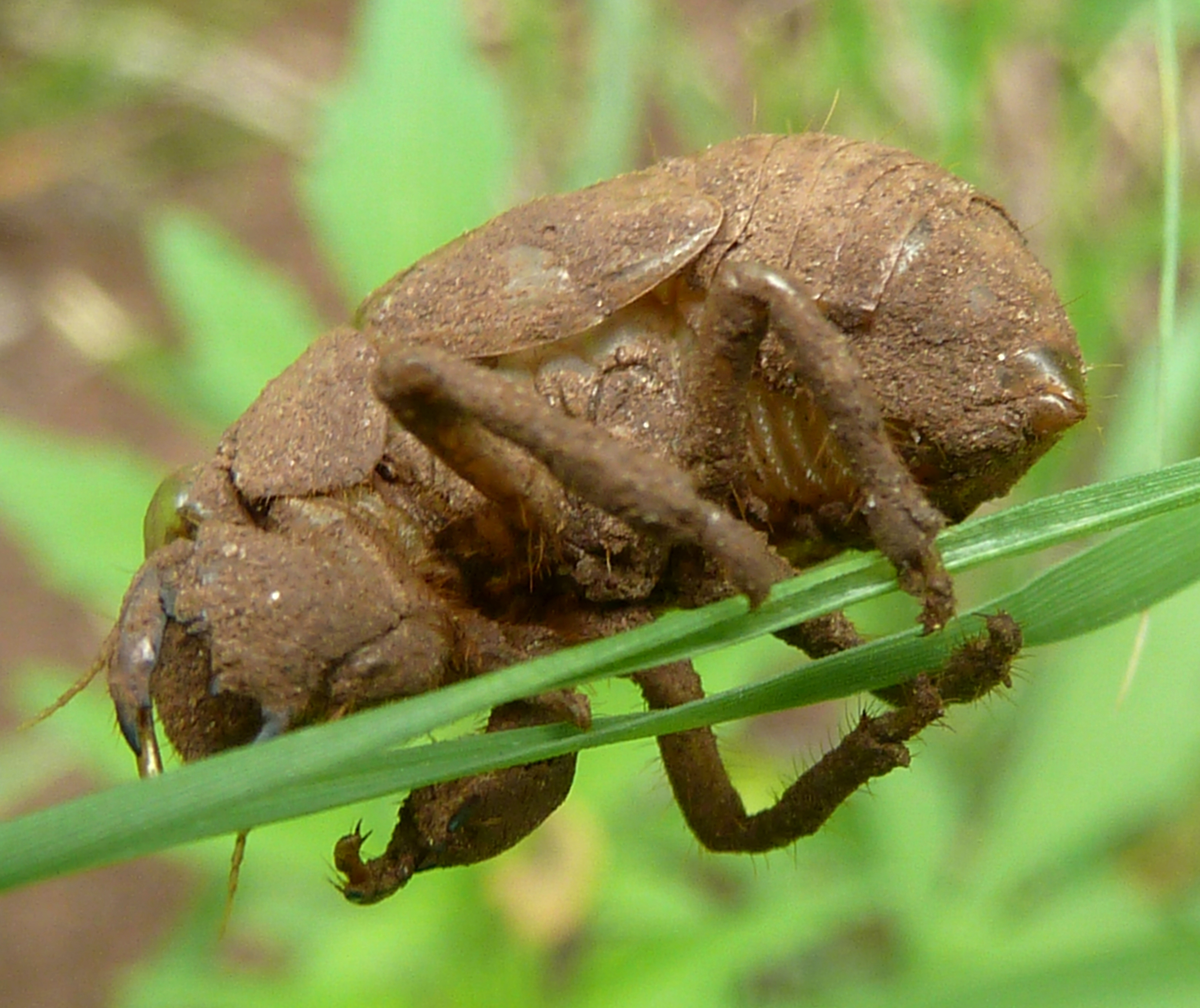
Exuvie

L'imago de Platypleura haglundi est actif de novembre à mars en Afrique du Sud et un peu plus tôt au Zimbabwe.